# Mácula (dermatología)

Máculas

Una mácula (término en latín que significa «mancha») es una lesión cutánea primaria, consistente en un cambio de color en la piel causado por una alteración de la pigmentación, del riego sanguíneo o por salida de sangre (al tejido). Estos cambios no van acompañados de un aumento de consistencia ni un cambio de textura o relieve de la piel. Son de color, tamaño y forma variable.

## Diagnóstico diferencial
- Las debidas a anomalía vasculares pueden ser angiomas o telangiectasias.
- Las causadas por extravasación sanguínea pueden llamarse petequias, equimosis, púrpuras o hematomas.